# Roy van Leur
Roy van Leur es un deportista neerlandés que compitió en ciclismo en la modalidad de BMX. Ganó dos medallas en el Campeonato Europeo de Ciclismo BMX, plata en 1999 y bronce en 1997. 

## Palmarés internacional
| Campeonato Europeo | Campeonato Europeo          | Campeonato Europeo | Campeonato Europeo |
| Año                | Lugar                       | Medalla            | Competición        |
| ------------------ | --------------------------- | ------------------ | ------------------ |
| 1997               | Doetinchem (Países Bajos)   | Medalla de bronce  | Carrera            |
| 1999               | Valkenswaard (Países Bajos) | Medalla de plata   | Carrera            |